# Mam
Mam je mayský jazyk ze skupiny východomayských jazyků. Rozšířen je především v západní Guatemale, jeho areál mírně zasahuje také do sousedního Mexika. V současné době má přes 600 tisíc rodilých mluvčích, což ho v rámci mayských jazyků řadí na čtvrté místo hned za jazyky qʼeqchiʼ, kʼicheʼ a yukatéčtinu.